# Rana Taslim Uddin
Rana Taslim Uddin é um ativista, empresário e líder comunitário bangladês radicado em Lisboa, Portugal. Empregado pelo ministério da justiça português como tradutor.
É conhecido pela sua representação da comunidade do Bangladesh no país e por intervir ativamente em debates sobre integração, liberdade de culto e segurança.

## Biografia

### Primeiros anos
Natural do Bangladesh, formou-se em Ciência Política pela Universidade de Daca (Dhaka). Emigrou para Portugal em 1991, fixando-se em Lisboa.

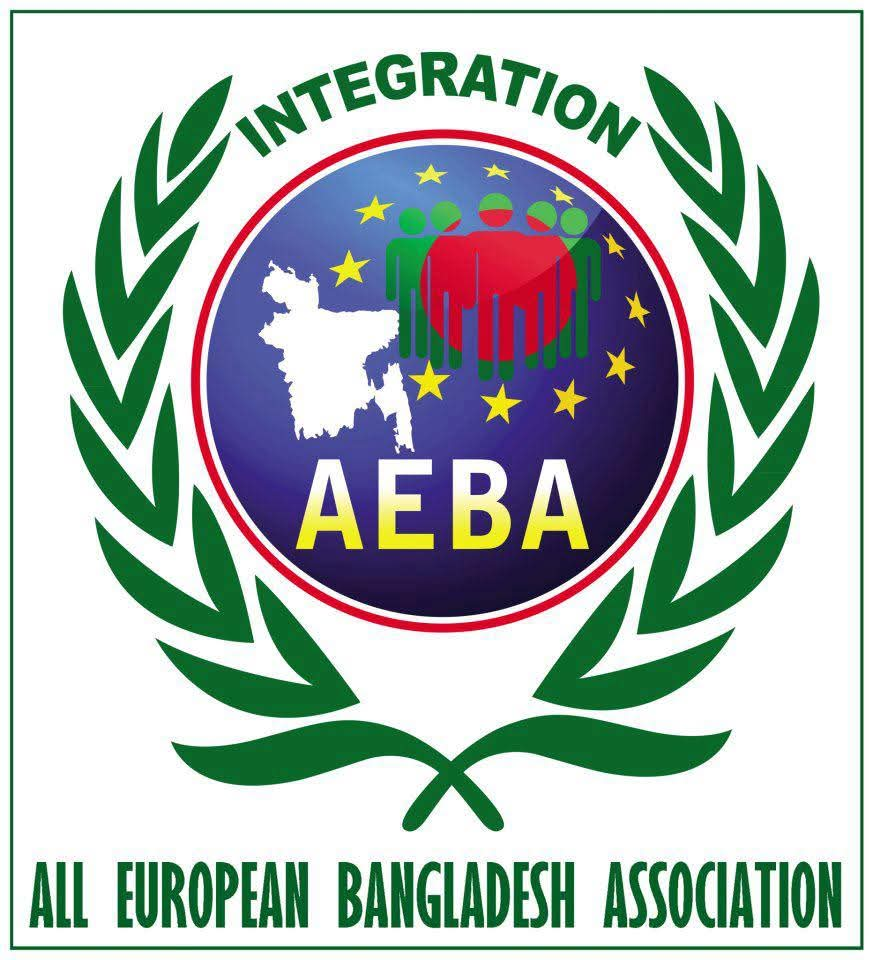
Rana Taslim Uddin, vice-presidente da AEBA.

### Comunidade em Lisboa
Fundou a Comunidade Bangladesh de Lisboa em 1992, com o objetivo de apoiar migrantes em legalização, habitação, saúde e integração. Hoje, a comunidade legalizada contabiliza cerca de 30 000 pessoas.

## Ativismo

### Organizações
É fundador ou dirigente das seguintes instituições:
- Comunidade Bangladesh de Lisboa

- Centro Islâmico do Bangladesh

- Mesquita Baitul Mukarram (Lisboa)

- Associação de Amizade Portugal‑Bangladesh

- Associação Paneuropeia do Bangladesh (vice‑presidente)

AEBA ( All European Bangladesh Association).
Rana Taslim Uddin é um dos fundadores da European Bangladesh Association (AEBA), uma organização que representa interesses da diáspora bengladesa na Europa.

### Espaço de culto
Em fevereiro de 2024, defendeu na Assembleia Municipal de Lisboa a criação de uma nova mesquita na Mouraria, devido à incapacidade das instalações atuais receberem todos os crentes.

### Presença nos media

#### Operação policial no Martim Moniz
Em maio de 2024, considerou “inaceitável” uma ação da PSP que levou à detenção de cidadãos bangladeses e afirmou que “muitos imigrantes vivem com medo”.
|  |

#### Conflitos internos na comunidade
Em janeiro de 2025, comentou confrontos no Intendente, atribuindo a rivalidades políticas importadas do Bangladesh como possível causa.

#### Negação de grupos extremistas
Em 2024, afirmou desconhecer presença de grupos como o Jamaat-e-Islami entre os imigrantes em Portugal.ref>«Líder da comunidade do Bangladesh nega existência de grupos radicais e pede a Tanger Correia provas de suposta cimeira de partido proibido». Observador. 24 de maio de 2024. Consultado em 30 de julho de 2025</ref>

### Controvérsias recentes
Em 13 de janeiro de 2025, o telejornal da TVI noticiou a presença em Lisboa de delegados do Bangladesh Nationalist Party(BNP), uma organização política nacionalista e controversa, apontada como responsável por ataques contra cristãos no Bangladesh. Na reportagem, Rana Taslim Uddin justificou a presença do grupo na cidade como consequência de conflitos internos entre diferentes facções da diáspora bangladesa na capital portuguesa.
Em 6 de junho de 2025, o deputado 
Francisco Gomes da Madeira publicou uma fotografia na sua conta de Facebook, na qual Rana Taslim Uddin aparece ao lado de membros da organização 
Jamiat-e-Ulema-e-Islam do Bangladesh. Um grupo religioso conservador deobandi nascido no Paquistão e presente no Bangladesh, associado a tendências fundamentalistas como os talibãs do sul da Ásia.
| Rana Taslim Uddin |
| --- |
| |
| Lisboa, 1 de novembro de 2024, restaurante "Taste of Lisbon", Rana Taslim Uddin em companhia de membros da organização Jamiat-e-Ulama-e-Islam do Bangladesh. |

## Participação internacional
Em 2023 e 2024, participou em eventos da diáspora, como a conferência Positive Bangladesh em Paris e cerimónias do Bangladesh Institute of Journalism and Electronic Media (BIJEM) em Daca.

## Citações
- "Meus filhos são lisboetas. Lisboa é a terra deles."[11]

- "Queremos rezar em paz, num espaço legal e digno."

- "A maioria dos imigrantes vive com medo, mas contribui para Portugal todos os dias."